# Bataille de Challans (1793)
Pour les articles homonymes, voir Bataille de Challans.
Guerre de Vendée
Batailles
La première bataille de Challans se déroule le 13 avril 1793 lors de la guerre de Vendée. Elle s'achève par la victoire des républicains, qui repoussent une attaque des Vendéens visant à reprendre la ville de Challans.

## Prélude

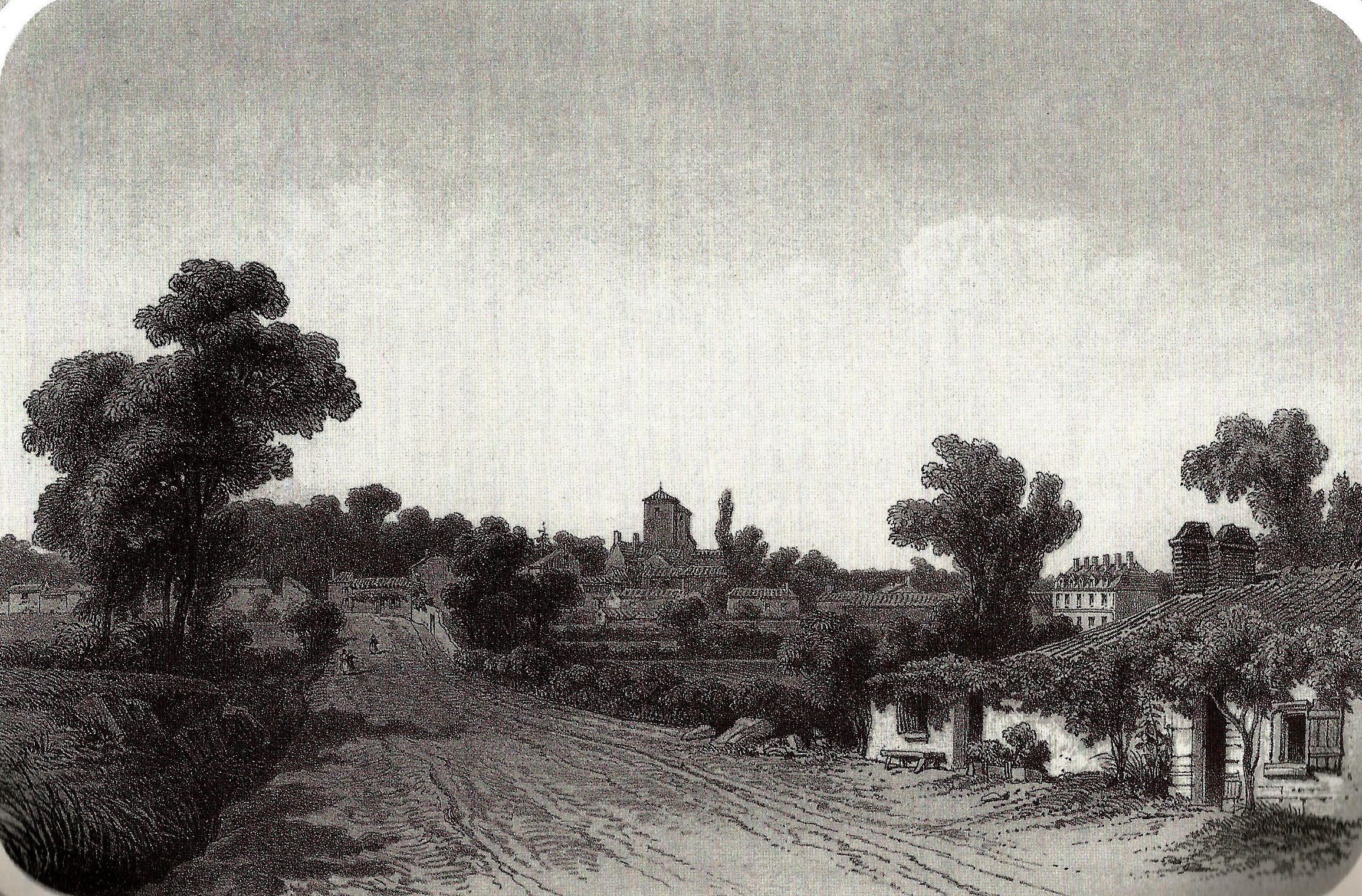
La Mothe-Achard, dessin de Thomas Drake et lithographie d'Henri Daniaud, 1860.

Après sa défaite à la bataille de Pont-Charrault, le général Louis de Marcé est destitué à La Rochelle par les représentants en mission Jean-Louis Carra et Auguis, qui le remplacent par son second, le lieutenant-colonel Henri de Boulard, élu général par acclamation par ses hommes après la bataille,. Boulard est alors chargé de défendre Fontenay-le-Comte et Les Sables-d'Olonne, au sud du territoire insurgé. Il arrive aux Sables par la mer le 3 avril 1793, et est mis à la tête d'une troupe de 3 700 à 4 280 hommes.
Le 7 avril, Boulard sort des Sables et attaque les insurgés avec deux colonnes de tailles égales,,,. Celle de gauche, commandée par le colonel Esprit Baudry d'Asson, passe par Vairé et L'Aiguillon-sur-Vie et bat les forces de Guerry du Cloudy, un lieutenant de Joly, à La Gâchère, où elle fait 27 prisonniers,,. La colonne de droite, commandée directement par Boulard et secondé par Dumas, commandant de la garde nationale de Libourne, repousse les insurgés au pont de la Grassière,, puis prend La Mothe-Achard, le quartier-général de Jean-Baptiste Joly, le 8 avril,,. Le 9 avril, les Vendéens abandonnent Saint-Gilles-sur-Vie, où la colonne de Baudry d'Asson fait son entrée à 10 heures du matin,,. Boulard quitte quant à lui de La Mothe-Achard sans y laisser de garnison et arrive à Saint-Gilles à 9 heures du soir pour faire sa jonction avec Baudry d'Asson.
Le 10 avril, trois frégates et trois corvettes républicaines viennent mouiller dans la rade de Saint-Gilles, en vue d'attaquer l'Île de Noirmoutier. Le même jour, 3 000 à 4 000 insurgés venus de Saint-Hilaire-de-Riez et commandés par Joly contre-attaquent pour tenter de reprendre Saint-Gilles, mais ils sont repoussés et laissent 60 tués et 40 prisonniers.
Le 11 avril, Boulard se remet en marche : sa colonne avance sur le Pas-Opton, dans la commune du Fenouiller, tandis que celle de Baurdry d'Asson fait mouvement sur Saint-Hilaire-de-Riez,. Au Pas-Opton, les républicains trouvent les hommes de Joly en position défensive, avec un canon de 18 livres placé sur des poutres pour défendre la route. Un fleuve, la Vie, sépare les deux adversaires qui engagent la bataille par des tirs d'artillerie, qui ne font cependant que peu de dégâts,. Boulard lance ensuite son attaque sur la gauche. Ne voyant pas paraître les renforts de Charette, Joly décide de se replier sur Challans. Les Vendéens abandonnent aux républicains leur canon de 18 livres, ainsi que deux pierriers. De son côté, la colonne de Baudry d'Asson est ralentie par la rencontre d'un poste vendéen retranché dans le cimetière de Saint-Hilaire-de-Riez, mais dont quelques coups de canons viennent à bout. Elle arrive ensuite au Pas-Opton à la tombée de la nuit. 80 cavaliers républicains se lancent à la poursuite de l'arrière-garde vendéenne et sabrent quelques fuyards,. Les forces de Joly se replient sur Challans, mais ne s'attardent pas dans cette ville qu'elles abandonnent pendant la nuit,.
René Bittard des Portes et Émile Gabory évoquent une perte d'au moins 300 hommes au Pas-Opton du côté des Vendéens,. Cependant dans son journal, le général Henri de Boulard ne fait mention au Pas-Opton que de cinq ou six Vendéens tués par la mitraille et de « quelques » pertes en hommes causées par la cavalerie.
Le 12 avril, les républicains entrent dans Challans sans rencontrer de résistance,,. Ils délivrent 112 prisonniers patriotes et s'emparent d'un canon de 18 livres.
Plus au nord, dans le Pays de Retz, François Athanase Charette de La Contrie s’inquiète de ces victoires républicaines et ordonne le rassemblement de ses troupes à Machecoul le 9 avril. Il se porte ensuite en direction de Challans, afin de protéger cette ville et de renforcer les forces de Joly.

## Forces en présence
L'armée républicaine de Boulard est forte de 3 700, à 4 280 hommes,, dont 200 cavaliers,, venus pour la plupart de Gironde. En troupes de ligne, elle ne compte que 52 hommes du 60e régiment d'infanterie, 350 hommes du 110e régiment d'infanterie, 102 hommes du 4e régiment d'infanterie de marine. Elle compte également deux bataillons de volontaires de Bordeaux et est accompagnée de quatre canons. Cependant, Boulard a laissé des troupes en garnison derrière lui, notamment 485 hommes à Saint-Gilles-sur-Vie.
À la tête des Vendéens, figurent Charette, Joly, les trois frères La Roberie, Angibaud, du Chaffault, Guerry du Cloudy et Savin. L'armée insurgée compte 3 000 à 4 000 hommes selon les estimations du général Boulard,. Un combattant de l'armée de Charette nommé Michel Goullin, jugé le 25 avril par une commission militaire, évalue quant à lui à seulement 2 000 le nombre des Vendéens. Selon Bittard des Portes, la troupe de Charette ne compte qu'un millier de combattants. Pour l'historienne Françoise Kermina, les Vendéens sont 6 000. Lionel Dumarcet chiffre pour sa part les forces insurgées de 3 000 à 4 000 hommes, dont 2 000 avec deux canons de 6 livres pour l'armée de Charette

## Déroulement
Le 13 avril, à cinq heures du matin, les Maraichins et les Paydrets de Charette font leur apparition et passent à l'attaque pour reprendre Challans,. Boulard déploie son infanterie sur deux colonnes en avant du bourg et place ses quatre canons au centre de ses lignes. L'artillerie arrête la marche des Vendéens,, le simple bruit des décharges d'artillerie suffisant à effrayer les paysans insurgés. Une charge à la baïonnette menée par le colonel Baudry d'Asson met les Paydrets en déroute, entraînant avec eux les forces de Joly et Cloudy. La panique se répand et toute l'armée insurgée prend bientôt la fuite. La colonne de Baudry d'Asson se lance à sa poursuite. Chargée par la cavalerie, l'armée de Charette fuit jusqu'à La Garnache,,. Baudry d'Asson regagne Challans à 1 heure de l'après-midi. Boulard ne se lance cependant pas à poursuite de l'armée de Charette, ses ordres étant de prendre l'Île de Noirmoutier en priorité.
Le 14 avril, la colonne de Boulard gagne Beauvoir-sur-Mer, tandis que la celle de Baudry d'Assson s'établit à Saint-Gervais,.

## Pertes
Le bilan des pertes diverge grandement selon les sources. À Challans, selon le général Boulard, les républicains capturent un canon et un pierrier et la colonne de Baudry d'Asson, qui s'est lancée à la poursuite des Vendéens, ne compte aucune perte. Côté vendéen, l'insurgé Michel Goullin ne fait quant à lui mention que de cinq blessés devant la commission militaire de Machecoul et évoque la perte de deux canons. Le Bouvier-Desmortiers ne fait également mention que de cinq tués pour l'armée de Charette. Les volontaires de la compagnie de Jarnac revendiquent quant à eux la mort de 500 insurgés. L'historien Lionel Dumarcet chiffre les pertes vendéennes à 300 morts et deux canons capturés.